# Луїджі Сепе
Луїджі Сепе (італ. Luigi Sepe, нар. 8 травня 1991, Торре-дель-Греко) — італійський футболіст, воротар клубу «Салернітана».

## Клубна кар'єра
Народився 8 травня 1991 року в місті Торре-дель-Греко. Вихованець футбольної школи клубу «Наполі».
28 січня 2009 року він в 17-річному віці дебютував у Серії А у матчі проти «Фіорентини» (1:2). Сепе замінив на 31-й хвилині зустрічі Маттео Джіанелло, який отримав травму. В основному складі «Наполі» Сепе більше не грав, ставши лише четвертим воротарем в команді. В наступних двох сезонах він виступав виключно за молодіжний склад.
Влітку 2011 року Сепе був відданий в оренду на два роки до «Пізи», що виступала у Лезі Про (третій дивізіон Італії). У першому сезоні він був резервним воротарем, але в наступному став основним і провів у воротах «Пізи» 36 матчів.
Відразу після повернення в «Наполі» в липні 2013 року Сепе знову був відданий в оренду, цього разу в «Віртус Ланчано», який грав у Серії B. У сезоні 2013/14 молодий воротар зіграв 40 матчів за «Віртус».
Влітку 2014 року він був відправлений у чергову оренду, цього разу в клуб «Емполі» з Серії A. Там він знову став основним воротарем і виходив у стартовому складі в 31 матчі чемпіонату.
Влітку 2015 року Сепе в річну оренду взяла «Фіорентина», яка заплатила за гравця 800 тис. євро. Тренер цієї команди Паулу Соуза використовував ротацію воротарів — Чіпріан Тетерушану захищав ворота команди в матчах Серії А, в той час як Сепе був основним воротарем у Лізі Європи, зігравши там 6 матчів.
Влітку 2016 року, після п'яти сезонів у орендах, Луїджі повернувся в рідне «Наполі», де став третім воротарем після Пепе Рейни та Рафаела Кабрала. Провівши за два сезони в такому статусі лиша три гри за неаполітанців, з них дві — у Кубку Італії, знову був відданий в оренду, цього разу до «Парми», де в сезоні 2018/19 був основним голкіпером. За два роки пармці викупили контракт воротаря за 4,5 мільйони євро.
На початку 2022 року був відданий в оренду до «Салернітани», а за півроку уклав із цим клубом повноцінний контракт. Був основним воротарем команди до початку 2023 року, коли до неї приєднався досвідчений мексиканець Гільєрмо Очоа. У серпні 2023 року на умовах річної оренди перейшов до «Лаціо».

## Виступи за збірні
2009 року виступав у складі юнацької збірної Італії до 18 років, взявши участь у 4 матчах і пропустивши 2 голи.
У тому ж році отримав виклик до юнацької команди вікової категорії (U-19). 8 квітня 2009 року у товариському матчі проти українських однолітків, що проходив у Києві, замінив Сімоне Коломбі на 82-й хвилині зустрічі (2:2).
Був резервним воротарем збірної у кваліфікації до Юнацького чемпіонату Європи (U-19) 2010 року. Взяв участь в одному матчі відбору до фінальної частини турніру, проте більше ані до юнацьких, ані до молодіжної та національної збірних не викликався.

## Сім'я
Має дядька Карміне Гаутьєрі, колишнього футболіста, найбільш відомого виступами за «Рому», «Наполі» та «Аталанту».

## Статистика виступів

### Статистика клубних виступів
Станом на 24 серпня 2023 року
| Сезон                   | Команда                 | Чемпіонат               | Чемпіонат | Чемпіонат | Національний кубок | Національний кубок | Національний кубок | Єврокубки | Єврокубки | Єврокубки | Інші змагання | Інші змагання | Інші змагання | Усього | Усього |
| Сезон                   | Команда                 | Ліга                    | Ігор      | Голів     | Ліга               | Ігор               | Голів              | Ліга      | Ігор      | Голів     | Ліга          | Ігор          | Голів         | Ігор   | Голів  |
| ----------------------- | ----------------------- | ----------------------- | --------- | --------- | ------------------ | ------------------ | ------------------ | --------- | --------- | --------- | ------------- | ------------- | ------------- | ------ | ------ |
| 2008–09                 | «Наполі»                | A                       | 1         | -2        | КІ                 | 0                  | -0                 | I+КУЄФА   | 0         | -0        | -             | -             | -             | 1      | -2     |
| 2009–10                 | «Наполі»                | A                       | 0         | -0        | КІ                 | 0                  | -0                 | -         | -         | -         | -             | -             | -             | 0      | -0     |
| 2010–11                 | «Наполі»                | A                       | 0         | -0        | КІ                 | 0                  | -0                 | ЛЄ        | 0         | -0        | -             | -             | -             | 0      | -0     |
| 2011–12                 | «Піза»                  | 1Д                      | 6         | -8        | КІ+КІ-ЛП           | 0+6                | -2                 | -         | -         | -         | -             | -             | -             | 12     | -10    |
| 2012–13                 | «Піза»                  | 1Д                      | 29+4      | -31 + -4  | КІ+КІ-ЛП           | 2+0                | -2                 | -         | -         | -         | -             | -             | -             | 35     | -37    |
| Усього за «Пізу»        | Усього за «Пізу»        | Усього за «Пізу»        | 35+4      | -39 + -4  |                    | 8                  | -4                 |           | -         | -         |               | -             | -             | 47     | -47    |
| 2013–14                 | «Віртус Ланчано»        | B                       | 39        | -38       | КІ                 | 1                  | -2                 | -         | -         | -         | -             | -             | -             | 40     | -40    |
| 2014–15                 | «Емполі»                | A                       | 31        | -35       | КІ                 | 1                  | -0                 | -         | -         | -         | -             | -             | -             | 32     | -35    |
| 2015–16                 | «Фіорентина»            | A                       | 0         | -0        | КІ                 | 1                  | -1                 | ЛЄ        | 6         | -6        | -             | -             | -             | 7      | -7     |
| 2016–17                 | «Наполі»                | A                       | 0         | 0         | КІ                 | 0                  | 0                  | ЛЧ        | 0         | 0         | -             | -             | -             | 0      | 0      |
| 2017–18                 | «Наполі»                | A                       | 1         | -0        | КІ                 | 2                  | -2                 | ЛЧ + ЛЄ   | 0+0       | -0±0      | -             | -             | -             | 3      | -2     |
| Усього за «Наполі»      | Усього за «Наполі»      | Усього за «Наполі»      | 2         | -2        |                    | 2                  | -2                 |           | 0         | -0        |               | -             | -             | 4      | -4     |
| 2018–19                 | «Парма»                 | A                       | 37        | -59       | КІ                 | 1                  | -1                 | -         | -         | -         | -             | -             | -             | 38     | -60    |
| 2019–20                 | «Парма»                 | A                       | 34        | -53       | КІ                 | 1                  | -1                 | -         | -         | -         | -             | -             | -             | 35     | -54    |
| 2020–21                 | «Парма»                 | A                       | 36        | -76       | КІ                 | 1                  | -1                 | -         | -         | -         | -             | -             | -             | 37     | -77    |
| 2021-січ. 2022          | «Парма»                 | B                       | 0         | 0         | КІ                 | 0                  | 0                  | -         | -         | -         | -             | -             | -             | 0      | 0      |
| Усього за «Парму»       | Усього за «Парму»       | Усього за «Парму»       | 107       | -188      |                    | 3                  | -3                 |           | -         | -         |               | -             | -             | 110    | –1     |
| січ.-черв. 2022         | «Салернітана»           | A                       | 16        | -24       | КІ                 | 0                  | 0                  | -         | -         | -         | -             | -             | -             | 16     | -24    |
| 2022–23                 | «Салернітана»           | A                       | 17        | -27       | КІ                 | 1                  | -2                 | -         | -         | -         | -             | -             | -             | 18     | -29    |
| серп. 2023              | «Салернітана»           | A                       | 0         | 0         | КІ                 | 0                  | 0                  | -         | -         | -         | -             | -             | -             | 0      | 0      |
| Усього за «Салернітану» | Усього за «Салернітану» | Усього за «Салернітану» | 33        | -51       |                    | 1                  | -2                 |           | -         | -         |               | -             | -             | 34     | -53    |
| серп. 2023–24           | «Лаціо»                 | A                       | -         | -         | КІ                 | -                  | -                  | ЛЧ        | -         | -         | СІ            | -             | -             | -      | -      |
| Усього за кар'єру       | Усього за кар'єру       | Усього за кар'єру       | 251       | -357      |                    | 17                 | -14                |           | 6         | -6        |               | -             | -             | 274    | -377   |